# LG Petrobank
LG Petrobank S.A. (Petrobank S.A., Łódzkie Towarzystwo Kredytowe S.A.) – bank komercyjny w Polsce z siedzibą w Łodzi działający od 1990 roku do 2003, kiedy nastąpiło wchłonięcie przez Nordea Bank Polska S.A.

## Historia
Bank został założony w 1990 jako Łódzkie Towarzystwo Kredytowe S.A. Siedziba mieściła się w biurowcu przy ul. Piotrkowskiej 148/150. Działalność operacyjna rozpoczęła się w 1991 w dwóch oddziałach: w Łodzi i w Pabianicach. W 1993 głównymi udziałowcami banku zostały Centrala Produktów Naftowych oraz Kopalnia Węgla Brunatnego "Bełchatów" i nazwę zmieniono na Petrobank S.A. W roku 1993 prezesem banku został Bogusław Grabowski, funkcję pełnił do 1997. W tych samych latach w zarządzie banku zasiadał Jerzy Pruski.
W 1995 bank zadebiutował na Giełdzie Papierów Wartościowych w Warszawie.
W 1996 bank pozyskał większościowego inwestora zagranicznego, LG Securities Co. należące do koreańskiej grupy kapitałowej LG Group. Było to trzecie przejęcie polskiego banku notowanego na GPW przez podmiot zagraniczny i pierwsze, w którym nie brał udziału Skarb Państwa. W wyniku transakcji zmianie uległa nazwa banku, na LG Petrobank S.A.
W 1997 Grabowskiego na stanowisku prezesa zastąpił Dong Chang Park, który kierował bankiem do jego likwidacji. W tym samym roku bank otworzył drugą siedzibę centrali w Warszawie, w 1999 rozpoczął oferowanie kredytów hipotecznych. Bank aktywnie prowadził działalność inwestycyjną na polskim rynku stając się akcjonariuszem m.in. Energomontaż-Północ, Szeptel, wydawnictwa Muza czy Elektrociepłowni Będzin.
W 2001 Nordea Bank Polska S.A. wyraziła zainteresowanie przejęciem banku. W 2002 odbyło się zakończone sukcesem wezwanie na akcje LG Petrobanku. W jego wyniku bank został wykluczony z notowań giełdowych a wchłonięcie banku przez Nordea Bank miała miejsce w 2003.